# Leptobrachium gunungense
Leptobrachium gunungense é uma espécie de anfíbio da família Megophryidae.
É endémica da Malásia.
Os seus habitats naturais são: regiões subtropicais ou tropicais húmidas de alta altitude e rios.